# District de Liegnitz
1815–1945
Entités suivantes :
- Saxe
- Voïvodie de Poznań
- Voïvodie de Wrocław (pl)

Le district de Liegnitz est un district de la province prussienne de Silésie. Il existe de 1815 à 1945 et comprend la partie nord-ouest de la Silésie.

## Histoire
Les arrondissements du district en 1815 dans le décret d’adhésion de l’État prussien sont les arrondissements de Bunzlau, Freystadt-en-Basse-Silésie, Glogau, Goldberg, Grünberg-en-Silésie, Liegnitz, Löwenberg-en-Silésie, Lüben, Sagan et Sprottau et la Haute-Lusace prussienne, à l'exception de la seigneurie d'Hoyerswerda. 
En Haute-Lusace, les trois nouveaux arrondissements de Görlitz, Lauban et Rothenburg-en-Haute-Lusace (de) sont créés en 1816. En 1820, le district est agrandi des arrondissements de Bolkenhain, Hirschberg-des-Monts-des-Géants, Jauer, Landeshut-en-Silésie et Schönau du district de Reichenbach dissous. En 1825, l'arrondissement d'Hoyerswerda (de) de la province de Brandebourg est transféré au district de Liegnitz. 
Le siège administratif est situé à Liegnitz. Görlitz, Grünberg-en-Silésie, Glogau, Bunzlau, Hoyerswerda (depuis 1825) et Hirschberg-des-Monts-des-Géants sont les autres villes importantes du district. 
À l'est, le district est limitrophe du district de Breslau. Au nord-est, le district est limitrophe de la province de Posnanie, à partir de 1919 de la Pologne, au nord-ouest de la province de Brandebourg, à l'ouest du royaume de Saxe puis de la Saxe et au sud du royaume de Bohême, à partir de 1919 de la Tchécoslovaquie. De 1919-1938 et à partir de 1941, la Silésie est divisée en deux provinces, le district de Liegnitz revient alors à la province de Basse-Silésie. 

## Divisions administratives

Division administrative de la Silésie (1905):
District de Liegnitz
District de Breslau
District d'Oppeln

Le district comprend les arrondissements suivants: 
| Villes - Glogau, à partir de 1920 - Görlitz, à partir de 1873 - Grünberg-en-Silésie, 1922-1933 - Hirschberg-des-Monts-des-Géants, à partir de 1922 - Liegnitz, à partir de 1874 | Arrondissements - Arrondissement de Bolkenhain (à partir de 1820), rattaché à l'arrondissement de Landeshut-en-Silésie en 1932 - Arrondissement de Bunzlau - Arrondissement de Fraustadt, rattaché en 1938 au district de Schneidemühl (de) - Arrondissement de Freystadt-en-Basse-Silésie, rattaché en 1932 à l'arrondissement de Grünberg-en-Silésie, rétabli en 1933 - Arrondissement de Glogau - Arrondissement de Goldberg, crée par la fusion des arrondissements de Goldberg-Haynau et de Schönau - Arrondissement de Goldberg-Haynau, rattaché en 1932 à l'arrondissement de Goldberg - Arrondissement de Görlitz - Arrondissement de Grünberg-en-Silésie - Arrondissement d'Hirschberg-des-Monts-des-Géants (à partir de 1820) - Arrondissement d'Hoyerswerda (de) (à partir de 1825 - Arrondissement de Jauer (à partir de 1820), rattaché en 1932 à l'arrondissement de Liegnitz, rétabli en 1933. - Arrondissement de Landeshut-en-Silésie (à partir de 1820) - Arrondissement de Lauban - Arrondissement de Liegnitz - Arrondissement de Löwenberg-en-Silésie - Arrondissement de Lüben - Arrondissement de Rothenburg-en-Haute-Lusace (de) - Arrondissement de Sagan, rattaché en 1932 à l'arrondissement de Sprottau - Arrondissement de Schönau (à partir de 1820), rattaché en 1932 à l'arrondissement de Goldberg - Arrondissement de Sprottau |

## Présidents de district
- 1818-1820 : Kiekhöfer
- 1820-1823 : Friedrich Troschel (de)
- 1823-1828 : Friedrich von Erdmannsdorff (de)
- 1828-1831 : Friedrich von Troschel (2e mandat)
- 1831-1844 : Ferdinand zu Stolberg-Wernigerode
- 1844-1848 : Hartmann von Witzleben
- 1848 : Johann Eduard von Schleinitz (commissaire)
- 1848-1851 : Ferdinand von Westphalen
- 1851-1855 : Werner von Selchow
- 1855-1868 : Carl von Zedlitz-Trützschler (de)
- 1868-1885 : Constantin von Zedlitz-Neukirch (de)
- 1885-1895 : Nicolaus von Handjery (de)
- 1895-1902 : Gustav von Heyer (de)
- 1902-1915 : Günther von Seherr-Thoß
- 1915 : Oskar Hergt
- 1915-1919 : Hans Ukert (de)
- 1919-1925 : Robert Büchting (de)
- 1925-1931 : Hans Poeschel (de)
- 1931-1932 : Hans Simons (de)
- 1932-1934 : Adolf von Hahnke (de)
- 1934-1936 : Herbert Suesmann (de)
- 1936-1939 : Max Engelbrecht (de)
- 1939-1942 : Friedrich Bachmann (de)
- 1942-1945 : Alfred Bochalli (de)